# Thrincia tripolitana
Thrincia tripolitana là một loài thực vật có hoa trong họ Cúc. Loài này được Boiss. miêu tả khoa học đầu tiên.